# Ситникова, Наталья Дмитриевна
Наталья Дмитриевна Ситникова (29 февраля 1980) — российская футболистка, защитница. Мастер спорта России (2001).

## Биография
Воспитанница воронежского футбола. В начале карьеры выступала за команды высшей лиги России — «Энергия» (Воронеж), «Приалит» (Реутов), «Лада» (Тольятти), «Надежда» (Ногинск). В составе «Энергии» стала двукратной чемпионкой России (2002, 2003), финалисткой Кубка России (2003), принимала участие в матчах еврокубков.
В 2009 году снова выступала за «Ладу», однако команда снялась с чемпионата по ходу сезона. В 2010 году провела один матч за воронежскую «Энергию». В сезоне 2011/12 выступала за «Зоркий» (Красногорск), с которым стала серебряным призёром чемпионата России.
После окончания карьеры работала массажистом в ЖФК «Зоркий», до расформирования клуба в 2015 году.